# Silistra (tỉnh)
Silistra là một tỉnh của Bulgari có diện tích 2.846 km², khoảng 142.000 dân với mật độ dân số 49,89 người/km². Tỉnh này gồm 7 đô thị, tỉnh lỵ là thành phố Silistra. Tỉnh có đường biên giới với các vùng Sud-Est và Sud - Muntenia của România.

## Danh sách các đô thị
Tên gồm tên Latin hóa và tên bằng tiếng Bulgaria:

### Alfatar (obchtina)
Đô thị Alfatar bao gồm một thị xã, Alfatar, và 6 làng:
Alekovo (Алеково) •
Alfatar (Алфатар) •
Bistra (Бистра) •
Koutlovitsa (Кутловица) •
Tchoukovvàs (Чуковец) •
Tsar Asen (Цар Асен) •
Vasil Levski (Васил Левски)

### Doulovo (obchtina)
Đô thị Doulovo bao gồm một thị xã, Doulovo, và 26 làng:
Boil (Боил) •
Dolvàs (Долец) •
Doulovo (Дулово) •
Grantcharovo (Грънчарово) •
Kolobar (Колобър) •
Kozyak (Козяк) •
Mejden (Межден) •
Okorch (Окорш) •
Orechene (Орешене) •
Oven (Овен) •
Paisievo (Паисиево) •
Polkovnik Taslakovo (Полковник Таслаково) •
Poroïno (Поройно) •
Pravda (Правда) •
Prokhlada (Прохлада) •
Razdel (Раздел) •
Rouïno (Руйно) •
Sekoulovo (Секулово) •
Skala (Скала) •
Tcherkovna (Черковна) •
Tchernik (Черник) •
Tchernolik (Чернолик) •
Varbino (Върбино) •
Vodno (Водно) •
Vokil (Вокил) •
Yarebitsa (Яребица) •
Zlatoklas (Златоклас)

### Glavinitsa (obchtina)
Đô thị Glavinitsa bao gồm một thị xã, Glavinitsa, và 22 làng:
Bachtino (Бащино) •
Bogdantsi (Богданци) •
Ditchevo (Дичево) •
Dolno Ryakhovo (Долно Ряхово) •
Glavinitsa (Главиница) •
Kalougerene (Калугерене) •
Kolarovo (Коларово) •
Kosara (Косара) •
Listvàs (Листец) •
Malak Preslavvàs (Малък Преславец) •
Nojarevo (Ножарево) •
Osen (Осен) •
Padina (Падина) •
Podles (Подлес) •
Sokol (Сокол) •
Soukhodol (Суходол) •
Stefan Karadja (Стефан Караджа) •
Tchernogor (Черногор) •
Valkan (Вълкан) •
Zafirovo (Зафирово) •
Zaritsa (Зарица) •
Zebil (Зебил) •
Zvenimir (Звенимир)

### Kaïnardja (obchtina)
Đô thị Kaïnardja bao gồm 15 làng:
Davidovo (Давидово) •
Dobroudjanka (Добруджанка) •
Golech (Голеш) •
Gospodinovo (Господиново) •
Kaïnardja (Кайнарджа) •
Kamentsi (Каменци) •
Kranovo (Краново) •
Polkovnik Tcholakovo (Полковник Чолаково) •
Poprousanovo (Попрусаново) •
Posev (Посев) •
Sredichte (Средище) •
Strelkovo (Стрелково) •
Svvàoslav (Светослав) •
Voïnovo (Войново) •
Zarnik (Зарник)

### Silistra (obchtina)
Đô thị Silistra bao gồm một thị xã, Silistra, và 18 làng:
Aïdemir (Айдемир) •
Babouk (Бабук) •
Balgarka (Българка) •
Bogorovo (Богорово) •
Bradvari (Брадвари) •
Glavan (Главан) •
Ïordanovo (Йорданово) •
Kalipvàrovo (Калипетрово) •
Kazimir (Казимир) •
Polkovnik Lambrinovo (Полковник Ламбриново) •
Popkralevo (Попкралево) •
Profesor Ichirkovo (Професор Иширково) •
Sarpovo (Сърпово) •
Silistra (Силистра) •
Smilvàs (Смилец) •
Sratsimir (Срацимир) •
Srebarna (Сребърна) •
Tsenovitch (Ценович) •
Vvàren (Ветрен)

### Sitovo (obchtina)
Đô thị Sitovo bao gồm 12 làng:
Bosna (Босна) •
Dobrotitsa (Добротица) •
Garvan (Гарван) •
Irnik (Ирник) •
Iskra (Искра) •
Lyouben (Любен) •
Nova Popina (Нова Попина) •
Polyana (Поляна) •
Popina (Попина) •
Sitovo (Ситово) •
Slatina (Слатина) •
Yastrebna (Ястребна)

### Toutrakan (obchtina)
Đô thị Toutrakan bao gồm một thị xã, Toutrakan, và 14 làng:
Antimovo (Антимово) •
Belitsa (Белица) •
Brenitsa (Бреница) •
Choumentsi (Шуменци) •
Dounavvàs (Дунавец) •
Nova Tcherna (Нова Черна) •
Pojarevo (Пожарево) •
Preslavtsi (Преславци) •
Staro selo (Старо село) •
Syanovo (Сяново) •
Tarnovtsi (Търновци) •
Toutrakan (Тутракан) •
Tsar Samouil (Цар Самуил) •
Tsarev dol (Царев дол) •
Varnentsi (Варненци)